# 1821 au Bas-Canada
Cet article traite des événements survenus en 1821 au Bas-Canada. 

## Événements

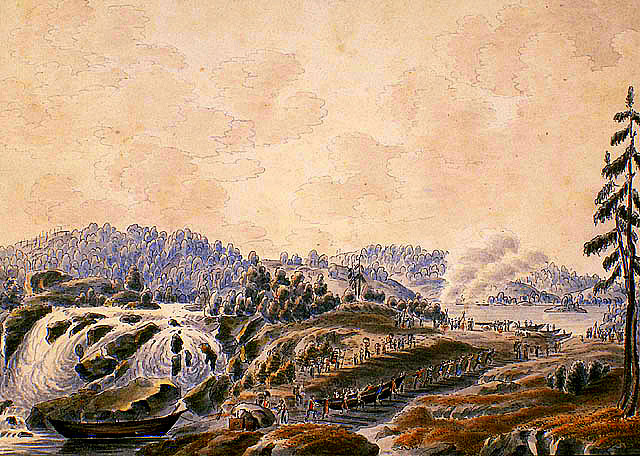
Voyage de York Factory à la rivière Rouge

- 26 mars : la Compagnie de la Baie d'Hudson absorbe la Compagnie du Nord-Ouest. Elle est seule à exploiter la terre de Rupert[1]. George Simpson devient gouverneur de la Terre de Rupert.
- La compagnie de Baie d'Hudson établit le trajet de la York Factory Express reliant la Baie d'Hudson à l'Océan Pacifique.
- Début de la construction du Canal Lachine près de Montréal.
- Démolition de la Citadelle de Montréal.
- Fondation de l'Université McGill à Montréal.

### Exploration de l'Arctique

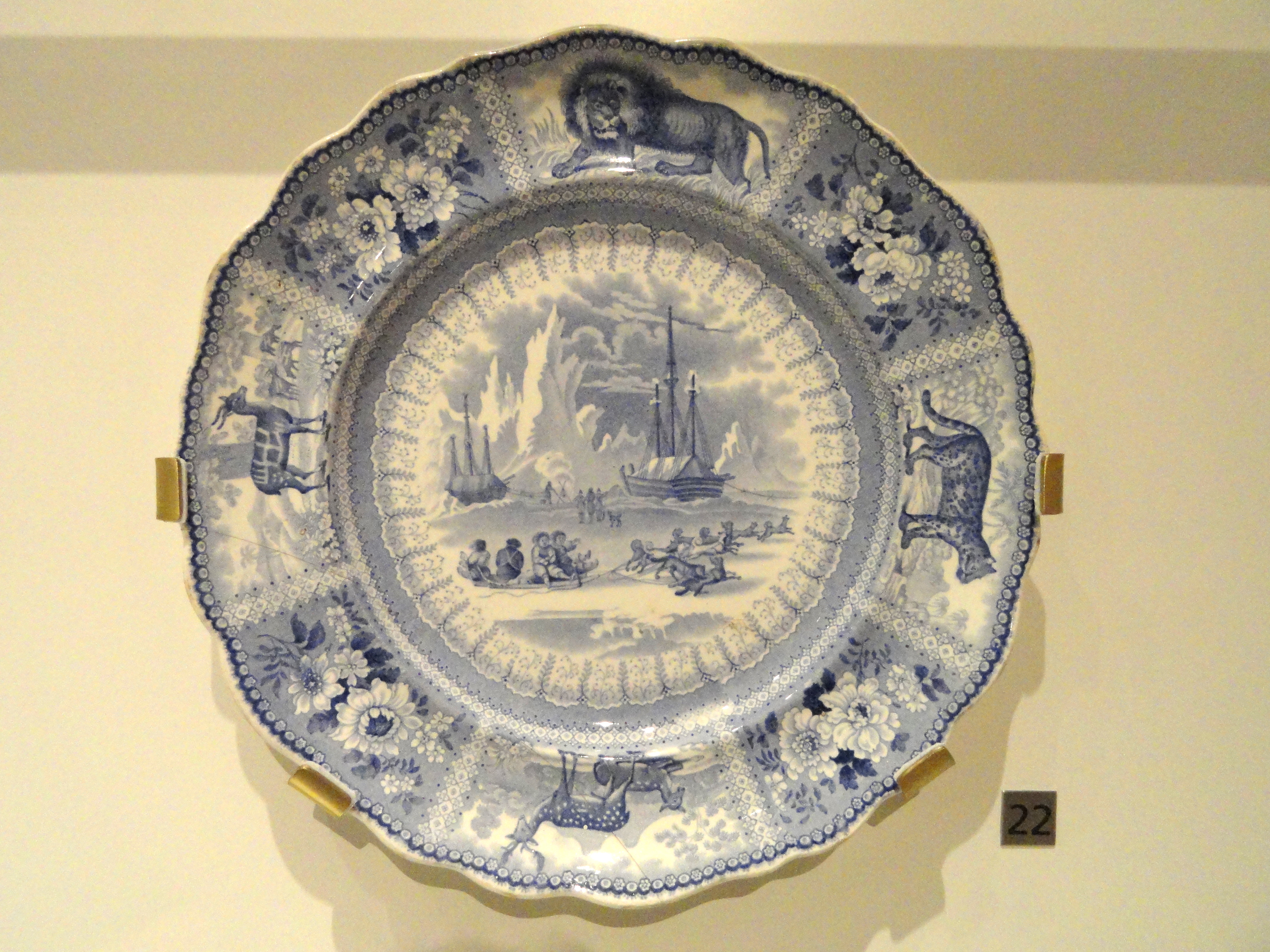
Assiette ayant comme motif une scène de l'Arctique basée sur la deuxième expédition de Sir William Parry (1819-1824), Staffordshire, Angleterre, c. 1835-1845 - Royal Ontario Museum - DSC00252

- William Edward Parry entreprend sa deuxième expédition dans l'Arctique avec les navires HMS Hecla et HMS Fury. Il passe par le détroit gelé (en) entre l'Île de Southampton et la Péninsule Melville. L'expédition atteint le Golfe de Boothia et bloquée dans les glaces, elle passe un premier hiver à Île de Winter (en).
- Expédition Coppermine[2]:
  - 14 juin : John Franklin et ses hommes quittent Fort Enterprise pour la Rivière Coppermine.
  - 21 juillet : ils atteignent l'embouchure de la Rivière Coppermine sur l'Océan Arctique. Ils reconnaissent le Golfe du Couronnement. Ils se rendent sur la péninsule de Kent avant de faire demi tour au point Turnagain.
  - Automne : Retour au Fort Enterprise.
  - Décembre : Retour au Vieux Fort Providence (en).

## Naissance
- 12 mars : John Abbott, premier ministre du Canada.(† 30 octobre 1893)
- 28 avril : Alonzo Wright, homme d'affaires et homme politique.
- 2 juillet : Charles Tupper, premier ministre du Canada.
- 6 juillet : Henri Bernier, homme d'affaires et homme politique.
- 1 août : Peter Redpath, homme d'affaires.
- 14 octobre : Joseph-Calixte Marquis, prêtre.
- 15 novembre : Élie Lacerte, homme politique.
- George Armstrong (manufacturier)
- Stanislas Drapeau, journaliste.

## Décès
- 15 juillet : Joseph-Hubert Lacroix, homme politique.